# Namida Surprise!
„Namida Surprise!” (jap. 涙サプライズ！ Namida Sapuraizu!) – dwunasty singel japońskiego zespołu AKB48, wydany w Japonii 24 czerwca 2009 roku przez You! Be Cool.
Singel został wydany w dwóch edycjach: regularnej (CD+DVD) oraz „teatralnej” (CD). Pierwsza edycja regularna zawierała dodatkowo kartę do głosowania na członkinie mające pojawić się w kolejnym singlu oraz bilet na „handshake event”. Osiągnął 2 pozycję w rankingu Oricon i pozostał na liście przez 72 tygodnie, sprzedał się w nakładzie 168 826 egzemplarzy. Singel zdobył status złotej płyty.

## Lista utworów
| CD  |                                                           |                                                       |                                                       |                                                       |      |
| Nr  | Tytuł                                                     | Słowa                                                 | Kompozycja                                            | Aranżacja                                             | Czas |
| 1.  | „Namida Surprise!” (jap. 涙サプライズ！)                  | Yasushi Akimoto                                       | Yoshimasa Inoue                                       | Yoshimasa Inoue                                       | 4:42 |
| 2.  | „Shonichi” (jap. 初日)                                    | Yasushi Akimoto                                       | Mio Okada                                             | Yūichi Ichikawa                                       | 3:50 |
| 3.  | „FIRST LOVE ~BONUS TRACK~”                                | Yasushi Akimoto                                       | Akira Umehara                                         | Yūichi "Masa" Nonaka                                  | 4:47 |
| 4.  | „Namida Surprise!” (jap. 涙サプライズ！) (off vocal ver.) |                                                       | Yoshimasa Inoue                                       | Yoshimasa Inoue                                       | 4:42 |
| DVD |                                                           |                                                       |                                                       |                                                       |      |
| Nr  | Tytuł                                                     | Tytuł                                                 | Tytuł                                                 | Tytuł                                                 | Czas |
| 1.  | „Namida Surprise!” (jap. 涙サプライズ！) (Music Clip)     | „Namida Surprise!” (jap. 涙サプライズ！) (Music Clip) | „Namida Surprise!” (jap. 涙サプライズ！) (Music Clip) | „Namida Surprise!” (jap. 涙サプライズ！) (Music Clip) |      |
| 2.  | „Making eizō” (jap. メイキング映像)                       | „Making eizō” (jap. メイキング映像)                   | „Making eizō” (jap. メイキング映像)                   | „Making eizō” (jap. メイキング映像)                   |      |
| 3.  | „Tokuten eizō” (jap. 特典映像)                            | „Tokuten eizō” (jap. 特典映像)                        | „Tokuten eizō” (jap. 特典映像)                        | „Tokuten eizō” (jap. 特典映像)                        |      |

## Skład zespołu
„Namida Surprise!”
- Team A:  Atsuko Maeda (środek), Tomomi Itano, Rie Kitahara, Haruna Kojima, Mariko Shinoda, Minami Takahashi, Reina Fujie, Atsuko Maeda, Minami Minegishi, Miho Miyazaki.
- Team K: Yūko Ōshima, Erena Ono, Tomomi Kasai, Sae Miyazawa.
- Team B: Yuki Kashiwagi, Rino Sashihara, Moeno Nitō, Mayu Watanabe.
- Kenkyūsei: Mika Komori.
- Team S: Jurina Matsui, Rena Matsui.

„Shonichi”
- Team B: Kazumi Urano, Aika Ōta, Yuki Kashiwagi, Haruka Katayama, Haruka Kohara, Mika Saeki, Rino Sashihara, Miku Tanabe, Haruka Nakagawa, Sayaka Nakaya, Tomomi Nakatsuka, Moeno Nitō, Natsumi Hirajima, Rumi Yonezawa, Mayu Watanabe.

„FIRST LOVE”
- Team K: Erena Ono.

## Notowania
| Lista                                      | Pozycja |
| ------------------------------------------ | ------- |
| Oricon Weekly Singles Chart                | 2       |
| Billboard Japan Hot 100                    | 5       |
| Billboard Japan Hot Singles Sales          | 2       |
| Billboard Japan Hot Top Airplay            | 29      |
| Billboard Japan Adult Contemporary Airplay | 55      |

## Inne wersje
- Tajska grupa BNK48, wydała własną wersję tytułowej piosenki, pt. „Namida Surprise!” (taj. ประกายน้ำตาและรอยยิ้ม!), na trzecim singlu Shonichi w 2018 roku.